# Выборы в Государственный совет Чувашской Республики (2021)
Выборы в Государственный совет Чувашской Республики седьмого созыва прошли в Чувашии 17—19 сентября одновременно с выборами в Государственную думу РФ, завершившись в единый день голосования 19 сентября 2021 года.
Выборы проходили согласно смешанной избирательной системе: избиралось 22 депутата по партийным спискам с установленным для них 5-процентным барьером и 22 депутата по одномандатным округам (где побеждает кандидат, набравший большинство голосов). Срок полномочий депутатов — 5 лет.
Число избирателей, внесённых в список избирателей на момент окончания голосования — 919 073. Явка составила 56,08 %.

## Ключевые даты
- 17 июня 2021 года депутаты Государственного совета Чувашской Республики назначили выборы на 19 сентября 2021 года (единый день голосования)[3].
- 18 июня Центральная избирательная комиссия Чувашской республики утвердила календарный план мероприятий по подготовке и проведению выборов[4].
- С 30 июня по 30 июля — период выдвижения общеобластного списка кандидатов политической партией (ее региональным отделением), выдвижения кандидатов по одномандатному избирательному округу политической партией (ее региональным отделением), самовыдвижения по одномандатному избирательному округу[4].
- С 20 по 30 июля — период передачи в соответствующую избирательную комиссию документов для регистрации кандидатов и общеобластных списков[4].
- До 17 сентября — агитационный период для политической партии (ее регионального отделения) и кандидатов[4].
- С 21 августа до 17 сентября — период предвыборной агитации в СМИ[4].
- С 14 по 19 сентября — период запрета на опубликование результатов опросов общественного мнения, прогнозов результатов выборов, иных исследований, связанных с выборами, в СМИ[4].
- С 17 по 19 сентября — дни голосования[4].

## Избирательные округа
| Одномандатные избирательные округа Чувашской республики | Одномандатные избирательные округа Чувашской республики | Одномандатные избирательные округа Чувашской республики | Одномандатные избирательные округа Чувашской республики |
| №                                                       | Округ                                                   | Состав | Численность избирателей                                 |
| ------------------------------------------------------- | ------------------------------------------------------- | --- | ------------------------------------------------------- |
| 1                                                       | Алатырский                                              | г. Алатырь; Алатырский район | 39 793                                                  |
| 2                                                       | Батыревский                                             | Батыревский район; Шемуршинский район; частично Комсомольский район: Альбусь-Сюрбеевское, Тугаевское, Шераутское сельские поселения | 40 145                                                  |
| 3                                                       | Вурнарский                                              | Вурнарский район; Ибресинский район | 35 127                                                  |
| 4                                                       | Комсомольский                                           | частично Комсомольский район: Александровское, Асановское, Кайнлыкское, Комсомольское, Новочелны-Сюрбеевское, Полевосундырское, Сюрбей-Токаевское, Урмаевское, Чичканское сельские поселения; частично Канашский район: Ачакасинское, Байгильдинское, Вутабосинское, Караклинское, Новоурюмовское, Новочелкасинское, Тобурдановское, Шакуловское, Шальтямское, Шихазанское, Чагасьское, Янгличское, Ямашеское сельские поселения; Яльчикский район | 40 757                                                  |
| 5                                                       | Канашский                                               | г. Канаш; частично Канашский район: Ахсвинское, Атнашевское, Кошноруйское, Малобикшихское, Малокибечское, Сеспельское, Среднекибечское, Сугайкасинское, Ухманское, Хучельское, Шибылгинское сельские поселения | 45 058                                                  |
| 6                                                       | Урмарский                                               | Урмарский район; Козловский район; Янтиковский район | 40 642                                                  |
| 7                                                       | Цивильский                                              | Цивильский район; Мариинско-Посадский район | 41 680                                                  |
| 8                                                       | Моргаушский                                             | Моргаушский район; Красноармейский район; частично Аликовский район: Аликовское, Илгышевское, Ефремкасинское, Питишевское, Чувашско-Сорминское, Яндобинское сельские поселения | 39 375                                                  |
| 9                                                       | Ядринский                                               | Ядринский район; Красночетайский район; частично Аликовский район: Большевыльское, Крымзарайкинское, Раскильдинское, Таутовское, Тенеевское, Шумшевашское сельские поселения | 38 229                                                  |
| 10                                                      | Шумерлинский                                            | г. Шумерля; Порецкий район; Шумерлинский район | 40 653                                                  |
| 11                                                      | Чебоксарский                                            | Чебоксарский район | 44 875                                                  |
| 12                                                      | Заводской                                               | частично Калининский район г. Чебоксары | 41 223                                                  |
| 13                                                      | Южный                                                   | частично Калининский район г. Чебоксары | 51 432                                                  |
| 14                                                      | Восточный                                               | частично Калининский район г. Чебоксары; частично г. Новочебоксарск | 47 705                                                  |
| 15                                                      | Новоюжный                                               | частично Ленинский район г. Чебоксары | 38 479                                                  |
| 16                                                      | Привокзальный                                           | частично Ленинский район г. Чебоксары | 39 886                                                  |
| 17                                                      | Центральный                                             | частично Ленинский район г. Чебоксары; частично Московский район г. Чебоксары | 44 680                                                  |
| 18                                                      | Западный                                                | частично Московский район г. Чебоксары | 41 293                                                  |
| 19                                                      | Юго-Западный                                            | частично Московский район г. Чебоксары | 38 969                                                  |
| 20                                                      | Приволжский                                             | частично Московский район г. Чебоксары | 42 644                                                  |
| 21                                                      | Винокуровский                                           | частично г. Новочебоксарск | 41 986                                                  |
| 22                                                      | Юраковский                                              | частично г. Новочебоксарск | 44 442                                                  |

## Участники

### Выборы по партийным спискам[7]
| Номер в бюллетене | Партия | Партия                | Общая часть списка                                      | Региональных групп | Кандидатов в списке | Статус списка   |
| ----------------- | ------ | --------------------- | ------------------------------------------------------- | ------------------ | ------------------- | --------------- |
| 1                 |        | Гражданская платформа | Сергей Сорокин • Александр Голицын • Павел Корнилов     | 15                 | 31                  | зарегистрирован |
| 2                 |        | КПРФ                  | Александр Андреев • Алексей Шурчанов                    | 22                 | 62                  | зарегистрирован |
| 3                 |        | Новые люди            | Ксения Семенова • Евгений Петров                        | 12                 | 36                  | зарегистрирован |
| 4                 |        | Партия пенсионеров    | Николай Степанов • Владимир Ильин • Алексей Ивантаев    | 22                 | 54                  | зарегистрирован |
| 5                 |        | Зеленые               | Владимир Савинов • Михаил Видовский • Владимир Земсков  | 12                 | 26                  | зарегистрирован |
| 6                 |        | ЛДПР                  | Владимир Жириновский • Константин Степанов              | 22                 | 46                  | зарегистрирован |
| 7                 |        | Родина                | Сергей Павлов • Эдуард Романов • Анатолий Ухтияров      | 12                 | 30                  | зарегистрирован |
| 8                 |        | Единая Россия         | Леонид Черкесов • Николай Николаев • Николай Владимиров | 22                 | 69                  | зарегистрирован |
| 9                 |        | Справедливая Россия   | Игорь Моляков • Сергей Семенов • Владислав Солдатов     | 22                 | 54                  | зарегистрирован |
| 10                |        | Коммунисты России     | Максим Сурайкин • Никита Ухтияров • Артем Титов         | 22                 | 62                  | зарегистрирован |

### Выборы по одномандатным округам[8]
| Партия | Партия              | Число выдвинутых кандидатов | Число зарегистрированных кандидатов |
| ------ | ------------------- | --------------------------- | ----------------------------------- |
|        | Единая Россия       | 22                          | 22                                  |
|        | ЛДПР                | 22                          | 22                                  |
|        | КПРФ                | 22                          | 21                                  |
|        | Справедливая Россия | 21                          | 20                                  |
|        | Партия пенсионеров  | 21                          | 20                                  |
|        | Коммунисты России   | 10                          | —                                   |
|        | Самовыдвижение      | 8                           | —                                   |
|        | Зеленые             | 6                           | —                                   |
|        | Новые люди          | 4                           | —                                   |
| Всего  | Всего               | 136                         | 105                                 |

## Результаты
| Результаты голосования в Государственный совет Чувашской Республики по единому округу | Результаты голосования в Государственный совет Чувашской Республики по единому округу | Результаты голосования в Государственный совет Чувашской Республики по единому округу | Результаты голосования в Государственный совет Чувашской Республики по единому округу | Результаты голосования в Государственный совет Чувашской Республики по единому округу | Результаты голосования в Государственный совет Чувашской Республики по единому округу | Результаты голосования в Государственный совет Чувашской Республики по единому округу | Результаты голосования в Государственный совет Чувашской Республики по единому округу | Результаты голосования в Государственный совет Чувашской Республики по единому округу | Результаты голосования в Государственный совет Чувашской Республики по единому округу | Результаты голосования в Государственный совет Чувашской Республики по единому округу | Результаты голосования в Государственный совет Чувашской Республики по единому округу |
| Округ                                                                                 | Явка                                                                                  | Процент голосов за                                                                    | Процент голосов за                                                                    | Процент голосов за                                                                    | Процент голосов за                                                                    | Процент голосов за                                                                    | Процент голосов за                                                                    | Процент голосов за                                                                    | Процент голосов за                                                                    | Процент голосов за                                                                    | Процент голосов за                                                                    |
| Округ                                                                                 | Явка                                                                                  | Единая Россия                                                                         | КПРФ                                                                                  | СР                                                                                    | ЛДПР                                                                                  | Партия пенсионеров                                                                    | Новые люди                                                                            | Коммунисты России                                                                     | Зелёные                                                                               | Родина                                                                                | Гражданская платформа                                                                 |
| ------------------------------------------------------------------------------------- | ------------------------------------------------------------------------------------- | ------------------------------------------------------------------------------------- | ------------------------------------------------------------------------------------- | ------------------------------------------------------------------------------------- | ------------------------------------------------------------------------------------- | ------------------------------------------------------------------------------------- | ------------------------------------------------------------------------------------- | ------------------------------------------------------------------------------------- | ------------------------------------------------------------------------------------- | ------------------------------------------------------------------------------------- | ------------------------------------------------------------------------------------- |
| 1                                                                                     | 55,36 %                                                                               | 44,98 %                                                                               | 21,70 %                                                                               | 9,36 %                                                                                | 4,85 %                                                                                | 5,11 %                                                                                | 6,60 %                                                                                | 2,31 %                                                                                | 1,23 %                                                                                | 0,51 %                                                                                | 0,51 %                                                                                |
| 2                                                                                     | 80,65 %                                                                               | 49,07 %                                                                               | 20,39 %                                                                               | 8,67 %                                                                                | 4,85 %                                                                                | 6,65 %                                                                                | 2,59 %                                                                                | 2,48 %                                                                                | 0,86 %                                                                                | 0,57 %                                                                                | 0,71 %                                                                                |
| 3                                                                                     | 73,49 %                                                                               | 38,94 %                                                                               | 19,28 %                                                                               | 12,58 %                                                                               | 7,47 %                                                                                | 8,62 %                                                                                | 3,56 %                                                                                | 2,81 %                                                                                | 1,45 %                                                                                | 0,84 %                                                                                | 0,95 %                                                                                |
| 4                                                                                     | 78,27 %                                                                               | 48,99 %                                                                               | 16,06 %                                                                               | 13,11 %                                                                               | 5,30 %                                                                                | 6,34 %                                                                                | 3,18 %                                                                                | 1,68 %                                                                                | 0,91 %                                                                                | 0,57 %                                                                                | 0,80 %                                                                                |
| 5                                                                                     | 54,70 %                                                                               | 37,57 %                                                                               | 22,88 %                                                                               | 14,20 %                                                                               | 5,99 %                                                                                | 5,48 %                                                                                | 6,37 %                                                                                | 2,13 %                                                                                | 1,03 %                                                                                | 0,48 %                                                                                | 0,60 %                                                                                |
| 6                                                                                     | 70,82 %                                                                               | 41,31 %                                                                               | 18,37 %                                                                               | 13,44 %                                                                               | 7,39 %                                                                                | 7,16 %                                                                                | 3,84 %                                                                                | 2,64 %                                                                                | 1,19 %                                                                                | 0,81 %                                                                                | 0,73 %                                                                                |
| 7                                                                                     | 61,51 %                                                                               | 35,01 %                                                                               | 20,43 %                                                                               | 15,67 %                                                                               | 7,30 %                                                                                | 7,89 %                                                                                | 4,45 %                                                                                | 2,76 %                                                                                | 1,00 %                                                                                | 0,84 %                                                                                | 0,73 %                                                                                |
| 8                                                                                     | 72,47 %                                                                               | 38,94 %                                                                               | 22,25 %                                                                               | 12,88 %                                                                               | 7,04 %                                                                                | 6,87 %                                                                                | 4,28 %                                                                                | 2,40 %                                                                                | 0,97 %                                                                                | 0,54 %                                                                                | 0,63 %                                                                                |
| 9                                                                                     | 64,56 %                                                                               | 38,73 %                                                                               | 17,46 %                                                                               | 17,92 %                                                                               | 7,46 %                                                                                | 7,13 %                                                                                | 3,26 %                                                                                | 2,59 %                                                                                | 0,89 %                                                                                | 0,65 %                                                                                | 0,74 %                                                                                |
| 10                                                                                    | 56,15 %                                                                               | 44,78 %                                                                               | 19,84 %                                                                               | 11,63 %                                                                               | 6,74 %                                                                                | 5,88 %                                                                                | 3,98 %                                                                                | 2,23 %                                                                                | 0,92 %                                                                                | 0,54 %                                                                                | 0,50 %                                                                                |
| 11                                                                                    | 59,68 %                                                                               | 30,83 %                                                                               | 30,45 %                                                                               | 11,40 %                                                                               | 6,64 %                                                                                | 6,68 %                                                                                | 4,76 %                                                                                | 2,44 %                                                                                | 1,17 %                                                                                | 0,65 %                                                                                | 0,82 %                                                                                |
| 12                                                                                    | 43,53 %                                                                               | 26,74 %                                                                               | 22,22 %                                                                               | 15,11 %                                                                               | 10,23 %                                                                               | 7,79 %                                                                                | 8,33 %                                                                                | 2,42 %                                                                                | 2,05 %                                                                                | 0,79 %                                                                                | 0,60 %                                                                                |
| 13                                                                                    | 45,60 %                                                                               | 27,16 %                                                                               | 20,44 %                                                                               | 20,90 %                                                                               | 7,66 %                                                                                | 6,90 %                                                                                | 7,74 %                                                                                | 2,71 %                                                                                | 1,71 %                                                                                | 0,60 %                                                                                | 0,43 %                                                                                |
| 14                                                                                    | 45,84 %                                                                               | 25,91 %                                                                               | 21,45 %                                                                               | 19,50 %                                                                               | 7,76 %                                                                                | 7,22 %                                                                                | 8,89 %                                                                                | 2,56 %                                                                                | 2,09 %                                                                                | 0,70 %                                                                                | 0,43 %                                                                                |
| 15                                                                                    | 47,52 %                                                                               | 28,33 %                                                                               | 22,08 %                                                                               | 17,04 %                                                                               | 7,96 %                                                                                | 8,33 %                                                                                | 6,94 %                                                                                | 2,37 %                                                                                | 1,63 %                                                                                | 0,81 %                                                                                | 0,55 %                                                                                |
| 16                                                                                    | 47,33 %                                                                               | 28,84 %                                                                               | 23,13 %                                                                               | 15,34 %                                                                               | 8,01 %                                                                                | 6,99 %                                                                                | 8,04 %                                                                                | 2,51 %                                                                                | 2,15 %                                                                                | 0,91 %                                                                                | 0,68 %                                                                                |
| 17                                                                                    | 46,50 %                                                                               | 28,24 %                                                                               | 22,74 %                                                                               | 15,44 %                                                                               | 8,03 %                                                                                | 7,43 %                                                                                | 8,60 %                                                                                | 2,29 %                                                                                | 2,56 %                                                                                | 0,91 %                                                                                | 0,54 %                                                                                |
| 18                                                                                    | 50,27 %                                                                               | 25,89 %                                                                               | 23,26 %                                                                               | 17,92 %                                                                               | 7,11 %                                                                                | 7,24 %                                                                                | 8,69 %                                                                                | 2,93 %                                                                                | 2,11 %                                                                                | 0,85 %                                                                                | 0,56 %                                                                                |
| 19                                                                                    | 49,51 %                                                                               | 25,44 %                                                                               | 22,99 %                                                                               | 19,82 %                                                                               | 7,19 %                                                                                | 7,23 %                                                                                | 7,92 %                                                                                | 2,49 %                                                                                | 1,95 %                                                                                | 0,81 %                                                                                | 0,61 %                                                                                |
| 20                                                                                    | 47,62 %                                                                               | 28,16 %                                                                               | 22,71 %                                                                               | 16,01 %                                                                               | 7,46 %                                                                                | 7,13 %                                                                                | 9,18 %                                                                                | 2,01 %                                                                                | 2,39 %                                                                                | 0,91 %                                                                                | 0,79 %                                                                                |
| 21                                                                                    | 42,53 %                                                                               | 24,51 %                                                                               | 20,32 %                                                                               | 24,05 %                                                                               | 7,36 %                                                                                | 7,19 %                                                                                | 7,78 %                                                                                | 2,26 %                                                                                | 1,71 %                                                                                | 0,69 %                                                                                | 0,48 %                                                                                |
| 22                                                                                    | 47,41 %                                                                               | 25,74 %                                                                               | 22,65 %                                                                               | 19,67 %                                                                               | 8,42 %                                                                                | 6,17 %                                                                                | 8,85 %                                                                                | 2,18 %                                                                                | 1,92 %                                                                                | 0,66 %                                                                                | 0,52 %                                                                                |

Согласно закону "О выборах депутатов Государственного совета Чувашской республики" в редакции от 20.05.2021 распределение мандатов по пропорциональной системе проводится оригинальным методом Империали, соответственно Справедливой России должно было достаться четыре мандата, однако Центральная избирательная комиссия Чувашской республики вынесла неподкрепленное законом решение о передаче ее одного мандата оставшейся без мест партии Новые люди, ссылаясь на необходимость представительства в парламенте всех партий, набравших более 5 % голосов, и на наименьшее значение квоты данного мандата среди всех аналогов, в качестве последних переданных партиям с более чем одним местом. Используемая во многих регионах РФ модификация метода Империали, предоставляющая перед расчетом квот каждой партии по одному мандату, привела бы к ситуации, когда партия Новые люди получает одно место, Справедливая Россия — четыре, а Единая Россия — девять.
| Результаты голосования в Государственный совет Чувашской Республики по одномандатным округам | Результаты голосования в Государственный совет Чувашской Республики по одномандатным округам | Результаты голосования в Государственный совет Чувашской Республики по одномандатным округам | Результаты голосования в Государственный совет Чувашской Республики по одномандатным округам | Результаты голосования в Государственный совет Чувашской Республики по одномандатным округам | Результаты голосования в Государственный совет Чувашской Республики по одномандатным округам | Результаты голосования в Государственный совет Чувашской Республики по одномандатным округам | Результаты голосования в Государственный совет Чувашской Республики по одномандатным округам | Результаты голосования в Государственный совет Чувашской Республики по одномандатным округам | Результаты голосования в Государственный совет Чувашской Республики по одномандатным округам |
| Округ                                                                                        | Явка                                                                                         | Место                                                                                        | Место                                                                                        | Кандидат                                                                                     | Выдвижение                                                                                   | Депутат VI созыва                                                                            | Кандидат поддержан Умным голосованием                                                        | Результат                                                                                    | Результат                                                                                    |
| Округ                                                                                        | Явка                                                                                         | Место                                                                                        | Место                                                                                        | Кандидат                                                                                     | Выдвижение                                                                                   | Депутат VI созыва                                                                            | Кандидат поддержан Умным голосованием                                                        | Голоса                                                                                       | %                                                                                            |
| -------------------------------------------------------------------------------------------- | -------------------------------------------------------------------------------------------- | -------------------------------------------------------------------------------------------- | -------------------------------------------------------------------------------------------- | -------------------------------------------------------------------------------------------- | -------------------------------------------------------------------------------------------- | -------------------------------------------------------------------------------------------- | -------------------------------------------------------------------------------------------- | -------------------------------------------------------------------------------------------- | -------------------------------------------------------------------------------------------- |
| 1                                                                                            | 55,27                                                                                        |                                                                                              | 1.                                                                                           | Таланов Евгений Викторович                                                                   | Единая Россия                                                                                |                                                                                              |                                                                                              | 11 762                                                                                       | 53,48                                                                                        |
| 1                                                                                            | 55,27                                                                                        |                                                                                              | 2.                                                                                           | Ибрагимов Рафаил Рестамович                                                                  | КПРФ                                                                                         |                                                                                              |                                                                                              | 4087                                                                                         | 18,58                                                                                        |
| 1                                                                                            | 55,27                                                                                        |                                                                                              | 3.                                                                                           | Владимирова Виктория Сергеевна                                                               | Справедливая Россия                                                                          |                                                                                              | Да                                                                                           | 2581                                                                                         | 11,74                                                                                        |
| 1                                                                                            | 55,27                                                                                        |                                                                                              | 4.                                                                                           | Зыряева Светлана Александровна                                                               | Партия пенсионеров                                                                           |                                                                                              |                                                                                              | 1522                                                                                         | 6,92                                                                                         |
| 1                                                                                            | 55,27                                                                                        |                                                                                              | 5.                                                                                           | Антонов Николай Дмитриевич                                                                   | ЛДПР                                                                                         |                                                                                              |                                                                                              | 1227                                                                                         | 5,58                                                                                         |
|                                                                                              |                                                                                              |                                                                                              |                                                                                              |                                                                                              |                                                                                              |                                                                                              |                                                                                              |                                                                                              |                                                                                              |
| 2                                                                                            | 80,57                                                                                        |                                                                                              | 1.                                                                                           | Мешков Олег Вадимович                                                                        | Единая Россия                                                                                | Да                                                                                           |                                                                                              | 18 119                                                                                       | 56,05                                                                                        |
| 2                                                                                            | 80,57                                                                                        |                                                                                              | 2.                                                                                           | Юманов Валерий Гермонович                                                                    | КПРФ                                                                                         |                                                                                              | Да                                                                                           | 5761                                                                                         | 17,82                                                                                        |
| 2                                                                                            | 80,57                                                                                        |                                                                                              | 3.                                                                                           | Углев Константин Анатольевич                                                                 | Справедливая Россия                                                                          |                                                                                              |                                                                                              | 3245                                                                                         | 10,04                                                                                        |
| 2                                                                                            | 80,57                                                                                        |                                                                                              | 4.                                                                                           | Евграфов Олег Валерьевич                                                                     | Партия пенсионеров                                                                           |                                                                                              |                                                                                              | 2511                                                                                         | 7,77                                                                                         |
| 2                                                                                            | 80,57                                                                                        |                                                                                              | 5.                                                                                           | Бычкова Екатерина Львовна                                                                    | ЛДПР                                                                                         |                                                                                              |                                                                                              | 1546                                                                                         | 4,78                                                                                         |
|                                                                                              |                                                                                              |                                                                                              |                                                                                              |                                                                                              |                                                                                              |                                                                                              |                                                                                              |                                                                                              |                                                                                              |
| 3                                                                                            | 73,38                                                                                        |                                                                                              | 1.                                                                                           | Свешников Владимир Васильевич                                                                | Единая Россия                                                                                |                                                                                              |                                                                                              | 14 484                                                                                       | 56,25                                                                                        |
| 3                                                                                            | 73,38                                                                                        |                                                                                              | 2.                                                                                           | Суварин Вырак Митясен                                                                        | КПРФ                                                                                         |                                                                                              | Да                                                                                           | 4711                                                                                         | 18,30                                                                                        |
| 3                                                                                            | 73,38                                                                                        |                                                                                              | 3.                                                                                           | Васильев Сергей Иванович                                                                     | Партия пенсионеров                                                                           |                                                                                              |                                                                                              | 3609                                                                                         | 14,02                                                                                        |
| 3                                                                                            | 73,38                                                                                        |                                                                                              | 4.                                                                                           | Семенова Кристина Александровна                                                              | ЛДПР                                                                                         |                                                                                              |                                                                                              | 1915                                                                                         | 7,44                                                                                         |
|                                                                                              |                                                                                              |                                                                                              |                                                                                              |                                                                                              |                                                                                              |                                                                                              |                                                                                              |                                                                                              |                                                                                              |
| 4                                                                                            | 78,12                                                                                        |                                                                                              | 1.                                                                                           | Попов Юрий Алексеевич                                                                        | Единая Россия                                                                                | Да                                                                                           |                                                                                              | 15 529                                                                                       | 48,84                                                                                        |
| 4                                                                                            | 78,12                                                                                        |                                                                                              | 2.                                                                                           | Волков Денис Геннадьевич                                                                     | Справедливая Россия                                                                          |                                                                                              | Да                                                                                           | 9770                                                                                         | 30,73                                                                                        |
| 4                                                                                            | 78,12                                                                                        |                                                                                              | 3.                                                                                           | Палитов Евгений Александрович                                                                | КПРФ                                                                                         |                                                                                              |                                                                                              | 3678                                                                                         | 11,57                                                                                        |
| 4                                                                                            | 78,12                                                                                        |                                                                                              | 4.                                                                                           | Совина Нина Георгиевна                                                                       | ЛДПР                                                                                         |                                                                                              |                                                                                              | 1798                                                                                         | 5,65                                                                                         |
|                                                                                              |                                                                                              |                                                                                              |                                                                                              |                                                                                              |                                                                                              |                                                                                              |                                                                                              |                                                                                              |                                                                                              |
| 5                                                                                            | 54,36                                                                                        |                                                                                              | 1.                                                                                           | Владимиров Артем Анатольевич                                                                 | Единая Россия                                                                                |                                                                                              |                                                                                              | 9386                                                                                         | 38,33                                                                                        |
| 5                                                                                            | 54,36                                                                                        |                                                                                              | 2.                                                                                           | Никитин Евгений Григорьевич                                                                  | Справедливая Россия                                                                          |                                                                                              | Да                                                                                           | 5419                                                                                         | 22,13                                                                                        |
| 5                                                                                            | 54,36                                                                                        |                                                                                              | 3.                                                                                           | Иванов Евгений Александрович                                                                 | КПРФ                                                                                         |                                                                                              |                                                                                              | 5196                                                                                         | 21,22                                                                                        |
| 5                                                                                            | 54,36                                                                                        |                                                                                              | 4.                                                                                           | Панарина Ирина Юрьевна                                                                       | Партия пенсионеров                                                                           |                                                                                              |                                                                                              | 2143                                                                                         | 8,75                                                                                         |
| 5                                                                                            | 54,36                                                                                        |                                                                                              | 5.                                                                                           | Липкин Сергей Владимирович                                                                   | ЛДПР                                                                                         |                                                                                              |                                                                                              | 1076                                                                                         | 4,39                                                                                         |
|                                                                                              |                                                                                              |                                                                                              |                                                                                              |                                                                                              |                                                                                              |                                                                                              |                                                                                              |                                                                                              |                                                                                              |
| 6                                                                                            | 70,66                                                                                        |                                                                                              | 1.                                                                                           | Зорин Юрий Александрович                                                                     | Единая Россия                                                                                | Да                                                                                           |                                                                                              | 12 843                                                                                       | 44,76                                                                                        |
| 6                                                                                            | 70,66                                                                                        |                                                                                              | 2.                                                                                           | Викторов Александр Юрьевич                                                                   | Справедливая Россия                                                                          |                                                                                              | Да                                                                                           | 5610                                                                                         | 19,55                                                                                        |
| 6                                                                                            | 70,66                                                                                        |                                                                                              | 3.                                                                                           | Петров Юрий Николаевич                                                                       | КПРФ                                                                                         |                                                                                              |                                                                                              | 4554                                                                                         | 15,87                                                                                        |
| 6                                                                                            | 70,66                                                                                        |                                                                                              | 4.                                                                                           | Аркадьев Виталий Васильевич                                                                  | ЛДПР                                                                                         |                                                                                              |                                                                                              | 2288                                                                                         | 7,97                                                                                         |
| 6                                                                                            | 70,66                                                                                        |                                                                                              | 5.                                                                                           | Кушков Владимир Александрович                                                                | Партия пенсионеров                                                                           |                                                                                              |                                                                                              | 2214                                                                                         | 7,72                                                                                         |
|                                                                                              |                                                                                              |                                                                                              |                                                                                              |                                                                                              |                                                                                              |                                                                                              |                                                                                              |                                                                                              |                                                                                              |
| 7                                                                                            | 60,80                                                                                        |                                                                                              | 1.                                                                                           | Лидерман Владимир Викторович                                                                 | Единая Россия                                                                                |                                                                                              |                                                                                              | 8871                                                                                         | 35,06                                                                                        |
| 7                                                                                            | 60,80                                                                                        |                                                                                              | 2.                                                                                           | Григорьев Роман Вячеславич                                                                   | Справедливая Россия                                                                          |                                                                                              | Да                                                                                           | 5943                                                                                         | 23,49                                                                                        |
| 7                                                                                            | 60,80                                                                                        |                                                                                              | 3.                                                                                           | Федоров Алексей Дмитриевич                                                                   | КПРФ                                                                                         |                                                                                              |                                                                                              | 5391                                                                                         | 21,30                                                                                        |
| 7                                                                                            | 60,80                                                                                        |                                                                                              | 4.                                                                                           | Мастьянов Сергей Витальевич                                                                  | Партия пенсионеров                                                                           |                                                                                              |                                                                                              | 2614                                                                                         | 10,33                                                                                        |
| 7                                                                                            | 60,80                                                                                        |                                                                                              | 5.                                                                                           | Слепнев Николай Валерьевич                                                                   | ЛДПР                                                                                         |                                                                                              |                                                                                              | 1254                                                                                         | 4,96                                                                                         |
|                                                                                              |                                                                                              |                                                                                              |                                                                                              |                                                                                              |                                                                                              |                                                                                              |                                                                                              |                                                                                              |                                                                                              |
| 8                                                                                            | 72,26                                                                                        |                                                                                              | 1.                                                                                           | Угаслов Николай Федорович                                                                    | Единая Россия                                                                                | Да                                                                                           |                                                                                              | 11 549                                                                                       | 40,67                                                                                        |
| 8                                                                                            | 72,26                                                                                        |                                                                                              | 2.                                                                                           | Кондратьева Татьяна Петровна                                                                 | КПРФ                                                                                         |                                                                                              | Да                                                                                           | 6132                                                                                         | 21,59                                                                                        |
| 8                                                                                            | 72,26                                                                                        |                                                                                              | 3.                                                                                           | Ефимов Лев Архипович                                                                         | Справедливая Россия                                                                          |                                                                                              |                                                                                              | 5506                                                                                         | 19,39                                                                                        |
| 8                                                                                            | 72,26                                                                                        |                                                                                              | 4.                                                                                           | Иванов Василий Павлович                                                                      | Партия пенсионеров                                                                           |                                                                                              |                                                                                              | 2663                                                                                         | 9,38                                                                                         |
| 8                                                                                            | 72,26                                                                                        |                                                                                              | 5.                                                                                           | Желтухин Дмитрий Владимирович                                                                | ЛДПР                                                                                         |                                                                                              |                                                                                              | 1397                                                                                         | 4,92                                                                                         |
|                                                                                              |                                                                                              |                                                                                              |                                                                                              |                                                                                              |                                                                                              |                                                                                              |                                                                                              |                                                                                              |                                                                                              |
| 9                                                                                            | 64,20                                                                                        |                                                                                              | 1.                                                                                           | Мурайкин Владимир Иванович                                                                   | Единая Россия                                                                                |                                                                                              |                                                                                              | 10 862                                                                                       | 44,31                                                                                        |
| 9                                                                                            | 64,20                                                                                        |                                                                                              | 2.                                                                                           | Белов Владимир Витальевич                                                                    | Справедливая Россия                                                                          |                                                                                              | Да                                                                                           | 5012                                                                                         | 20,45                                                                                        |
| 9                                                                                            | 64,20                                                                                        |                                                                                              | 3.                                                                                           | Федоров Николай Николаевич                                                                   | КПРФ                                                                                         |                                                                                              |                                                                                              | 4176                                                                                         | 17,04                                                                                        |
| 9                                                                                            | 64,20                                                                                        |                                                                                              | 4.                                                                                           | Ивантаев Дмитрий Николаевич                                                                  | Партия пенсионеров                                                                           |                                                                                              |                                                                                              | 1764                                                                                         | 7,20                                                                                         |
| 9                                                                                            | 64,20                                                                                        |                                                                                              | 5.                                                                                           | Угабаева Ольга Николаевна                                                                    | ЛДПР                                                                                         |                                                                                              |                                                                                              | 1759                                                                                         | 7,18                                                                                         |
|                                                                                              |                                                                                              |                                                                                              |                                                                                              |                                                                                              |                                                                                              |                                                                                              |                                                                                              |                                                                                              |                                                                                              |
| 10                                                                                           | 56,09                                                                                        |                                                                                              | 1.                                                                                           | Мельников Сергей Владимирович                                                                | Единая Россия                                                                                | Да                                                                                           |                                                                                              | 11 477                                                                                       | 50,43                                                                                        |
| 10                                                                                           | 56,09                                                                                        |                                                                                              | 2.                                                                                           | Швецов Анатолий Михайлович                                                                   | КПРФ                                                                                         |                                                                                              |                                                                                              | 4095                                                                                         | 17,99                                                                                        |
| 10                                                                                           | 56,09                                                                                        |                                                                                              | 3.                                                                                           | Петров Леонид Васильевич                                                                     | Справедливая Россия                                                                          |                                                                                              |                                                                                              | 2707                                                                                         | 11,89                                                                                        |
| 10                                                                                           | 56,09                                                                                        |                                                                                              | 4.                                                                                           | Афошин Владимир Михайлович                                                                   | ЛДПР                                                                                         |                                                                                              | Да                                                                                           | 2325                                                                                         | 10,22                                                                                        |
| 10                                                                                           | 56,09                                                                                        |                                                                                              | 5.                                                                                           | Якушевский Виталий Францевич                                                                 | Партия пенсионеров                                                                           |                                                                                              |                                                                                              | 1296                                                                                         | 5,69                                                                                         |
|                                                                                              |                                                                                              |                                                                                              |                                                                                              |                                                                                              |                                                                                              |                                                                                              |                                                                                              |                                                                                              |                                                                                              |
| 11                                                                                           | 59,28                                                                                        |                                                                                              | 1.                                                                                           | Викторов Владимир Николаевич                                                                 | Единая Россия                                                                                |                                                                                              |                                                                                              | 10 117                                                                                       | 38,09                                                                                        |
| 11                                                                                           | 59,28                                                                                        |                                                                                              | 2.                                                                                           | Николаев Юрий Германович                                                                     | КПРФ                                                                                         |                                                                                              | Да                                                                                           | 7311                                                                                         | 27,52                                                                                        |
| 11                                                                                           | 59,28                                                                                        |                                                                                              | 3.                                                                                           | Матвеев Сергей Петрович                                                                      | Справедливая Россия                                                                          |                                                                                              |                                                                                              | 4129                                                                                         | 15,54                                                                                        |
| 11                                                                                           | 59,28                                                                                        |                                                                                              | 4.                                                                                           | Горбунов Петр Анатольевич                                                                    | Партия пенсионеров                                                                           |                                                                                              |                                                                                              | 2054                                                                                         | 7,73                                                                                         |
| 11                                                                                           | 59,28                                                                                        |                                                                                              | 5.                                                                                           | Павлова Мария Юрьевна                                                                        | ЛДПР                                                                                         |                                                                                              |                                                                                              | 1607                                                                                         | 6,05                                                                                         |
|                                                                                              |                                                                                              |                                                                                              |                                                                                              |                                                                                              |                                                                                              |                                                                                              |                                                                                              |                                                                                              |                                                                                              |
| 12                                                                                           | 42,72                                                                                        |                                                                                              | 1.                                                                                           | Титов Александр Иванович                                                                     | Единая Россия                                                                                |                                                                                              |                                                                                              | 5634                                                                                         | 32,07                                                                                        |
| 12                                                                                           | 42,72                                                                                        |                                                                                              | 2.                                                                                           | Перцев Николай Викторович                                                                    | КПРФ                                                                                         |                                                                                              |                                                                                              | 3652                                                                                         | 20,79                                                                                        |
| 12                                                                                           | 42,72                                                                                        |                                                                                              | 3.                                                                                           | Богданов Юрий Игоревич                                                                       | Справедливая Россия                                                                          |                                                                                              |                                                                                              | 3046                                                                                         | 17,34                                                                                        |
| 12                                                                                           | 42,72                                                                                        |                                                                                              | 4.                                                                                           | Степанов Константин Олегович                                                                 | ЛДПР                                                                                         | Да                                                                                           | Да                                                                                           | 2357                                                                                         | 13,42                                                                                        |
| 12                                                                                           | 42,72                                                                                        |                                                                                              | 5.                                                                                           | Герасимов Сергей Владимирович                                                                | Партия пенсионеров                                                                           |                                                                                              |                                                                                              | 1927                                                                                         | 10,97                                                                                        |
|                                                                                              |                                                                                              |                                                                                              |                                                                                              |                                                                                              |                                                                                              |                                                                                              |                                                                                              |                                                                                              |                                                                                              |
| 13                                                                                           | 44,71                                                                                        |                                                                                              | 1.                                                                                           | Арсютов Дмитрий Геннадьевич                                                                  | Единая Россия                                                                                | Да                                                                                           |                                                                                              | 8936                                                                                         | 38,98                                                                                        |
| 13                                                                                           | 44,71                                                                                        |                                                                                              | 2.                                                                                           | Овчинников Константин Игоревич                                                               | Справедливая Россия                                                                          |                                                                                              | Да                                                                                           | 7528                                                                                         | 32,84                                                                                        |
| 13                                                                                           | 44,71                                                                                        |                                                                                              | 3.                                                                                           | Мидаков Евгений Иванович                                                                     | Партия пенсионеров                                                                           |                                                                                              |                                                                                              | 2447                                                                                         | 10,67                                                                                        |
| 13                                                                                           | 44,71                                                                                        |                                                                                              | 4.                                                                                           | Петрова Надежда Петровна                                                                     | ЛДПР                                                                                         |                                                                                              |                                                                                              | 2310                                                                                         | 10,08                                                                                        |
|                                                                                              |                                                                                              |                                                                                              |                                                                                              |                                                                                              |                                                                                              |                                                                                              |                                                                                              |                                                                                              |                                                                                              |
| 14                                                                                           | 45,36                                                                                        |                                                                                              | 1.                                                                                           | Дельман Олег Александрович                                                                   | Единая Россия                                                                                | Да                                                                                           |                                                                                              | 6590                                                                                         | 30,48                                                                                        |
| 14                                                                                           | 45,36                                                                                        |                                                                                              | 2.                                                                                           | Алексеев Петр Валерьянович                                                                   | Справедливая Россия                                                                          |                                                                                              | Да                                                                                           | 5422                                                                                         | 25,07                                                                                        |
| 14                                                                                           | 45,36                                                                                        |                                                                                              | 3.                                                                                           | Игнатьев Андрей Иванович                                                                     | КПРФ                                                                                         |                                                                                              |                                                                                              | 4585                                                                                         | 21,20                                                                                        |
| 14                                                                                           | 45,36                                                                                        |                                                                                              | 4.                                                                                           | Петров Валерий Павлович                                                                      | Партия пенсионеров                                                                           |                                                                                              |                                                                                              | 2501                                                                                         | 11,57                                                                                        |
| 14                                                                                           | 45,36                                                                                        |                                                                                              | 5.                                                                                           | Гаврилова Лариса Николаевна                                                                  | ЛДПР                                                                                         |                                                                                              |                                                                                              | 1433                                                                                         | 6,63                                                                                         |
|                                                                                              |                                                                                              |                                                                                              |                                                                                              |                                                                                              |                                                                                              |                                                                                              |                                                                                              |                                                                                              |                                                                                              |
| 15                                                                                           | 46,50                                                                                        |                                                                                              | 1.                                                                                           | Кольцов Сергей Алексеевич                                                                    | Единая Россия                                                                                |                                                                                              |                                                                                              | 5872                                                                                         | 32,93                                                                                        |
| 15                                                                                           | 46,50                                                                                        |                                                                                              | 2.                                                                                           | Анисимов Александр Юрьевич                                                                   | КПРФ                                                                                         |                                                                                              |                                                                                              | 4053                                                                                         | 22,73                                                                                        |
| 15                                                                                           | 46,50                                                                                        |                                                                                              | 3.                                                                                           | Семенов Алексей Вадимович                                                                    | Справедливая Россия                                                                          |                                                                                              | Да                                                                                           | 3110                                                                                         | 17,44                                                                                        |
| 15                                                                                           | 46,50                                                                                        |                                                                                              | 4.                                                                                           | Алексеев Анатолий Анатольевич                                                                | Партия пенсионеров                                                                           |                                                                                              |                                                                                              | 2010                                                                                         | 11,27                                                                                        |
| 15                                                                                           | 46,50                                                                                        |                                                                                              | 5.                                                                                           | Николаев Сергей Николаевич                                                                   | ЛДПР                                                                                         |                                                                                              |                                                                                              | 1899                                                                                         | 10,65                                                                                        |
|                                                                                              |                                                                                              |                                                                                              |                                                                                              |                                                                                              |                                                                                              |                                                                                              |                                                                                              |                                                                                              |                                                                                              |
| 16                                                                                           | 43,65                                                                                        |                                                                                              | 1.                                                                                           | Алексеева Ирина Александровна                                                                | КПРФ                                                                                         |                                                                                              | Да                                                                                           | 5421                                                                                         | 31,34                                                                                        |
| 16                                                                                           | 43,65                                                                                        |                                                                                              | 2.                                                                                           | Кузин Владимир Михайлович                                                                    | Единая Россия                                                                                |                                                                                              |                                                                                              | 5070                                                                                         | 29,31                                                                                        |
| 16                                                                                           | 43,65                                                                                        |                                                                                              | 3.                                                                                           | Петров Евгений Александрович                                                                 | Справедливая Россия                                                                          |                                                                                              |                                                                                              | 2851                                                                                         | 16,48                                                                                        |
| 16                                                                                           | 43,65                                                                                        |                                                                                              | 4.                                                                                           | Кузьмин Александр Олегович                                                                   | Партия пенсионеров                                                                           |                                                                                              |                                                                                              | 1563                                                                                         | 9,04                                                                                         |
| 16                                                                                           | 43,65                                                                                        |                                                                                              | 5.                                                                                           | Кузьмин Алексей Анатольевич                                                                  | ЛДПР                                                                                         |                                                                                              |                                                                                              | 1483                                                                                         | 8,57                                                                                         |
|                                                                                              |                                                                                              |                                                                                              |                                                                                              |                                                                                              |                                                                                              |                                                                                              |                                                                                              |                                                                                              |                                                                                              |
| 17                                                                                           | 43,84                                                                                        |                                                                                              | 1.                                                                                           | Мурыгин Алексей Валентинович                                                                 | Единая Россия                                                                                | Да                                                                                           |                                                                                              | 6461                                                                                         | 34,40                                                                                        |
| 17                                                                                           | 43,84                                                                                        |                                                                                              | 2.                                                                                           | Никифоров Юрий Гаврилович                                                                    | КПРФ                                                                                         |                                                                                              | Да                                                                                           | 4993                                                                                         | 26,58                                                                                        |
| 17                                                                                           | 43,84                                                                                        |                                                                                              | 3.                                                                                           | Михайлов Григорий Александрович                                                              | Справедливая Россия                                                                          |                                                                                              |                                                                                              | 2961                                                                                         | 15,76                                                                                        |
| 17                                                                                           | 43,84                                                                                        |                                                                                              | 4.                                                                                           | Петров Владимир Александрович                                                                | Партия пенсионеров                                                                           |                                                                                              |                                                                                              | 1854                                                                                         | 9,87                                                                                         |
| 17                                                                                           | 43,84                                                                                        |                                                                                              | 5.                                                                                           | Семёнова Марина Сергеевна                                                                    | ЛДПР                                                                                         |                                                                                              |                                                                                              | 1578                                                                                         | 8,40                                                                                         |
|                                                                                              |                                                                                              |                                                                                              |                                                                                              |                                                                                              |                                                                                              |                                                                                              |                                                                                              |                                                                                              |                                                                                              |
| 18                                                                                           | 49,13                                                                                        |                                                                                              | 1.                                                                                           | Александров Андрей Юрьевич                                                                   | Единая Россия                                                                                | Да                                                                                           |                                                                                              | 6648                                                                                         | 32,83                                                                                        |
| 18                                                                                           | 49,13                                                                                        |                                                                                              | 2.                                                                                           | Данилов Григорий Владиславович                                                               | КПРФ                                                                                         | Да                                                                                           |                                                                                              | 5059                                                                                         | 24,98                                                                                        |
| 18                                                                                           | 49,13                                                                                        |                                                                                              | 3.                                                                                           | Андреев Александр Васильевич                                                                 | Справедливая Россия                                                                          |                                                                                              | Да                                                                                           | 4723                                                                                         | 23,32                                                                                        |
| 18                                                                                           | 49,13                                                                                        |                                                                                              | 4.                                                                                           | Муленков Евгений Владимирович                                                                | Партия пенсионеров                                                                           |                                                                                              |                                                                                              | 1948                                                                                         | 9,62                                                                                         |
| 18                                                                                           | 49,13                                                                                        |                                                                                              | 5.                                                                                           | Белобаев Сергей Александрович                                                                | ЛДПР                                                                                         | Да                                                                                           |                                                                                              | 1156                                                                                         | 5,71                                                                                         |
|                                                                                              |                                                                                              |                                                                                              |                                                                                              |                                                                                              |                                                                                              |                                                                                              |                                                                                              |                                                                                              |                                                                                              |
| 19                                                                                           | 48,37                                                                                        |                                                                                              | 1.                                                                                           | Резников Михаил Сергеевич                                                                    | Единая Россия                                                                                |                                                                                              |                                                                                              | 5857                                                                                         | 31,13                                                                                        |
| 19                                                                                           | 48,37                                                                                        |                                                                                              | 2.                                                                                           | Ерощенко Сергей Евгеньевич                                                                   | КПРФ                                                                                         |                                                                                              | Да                                                                                           | 5020                                                                                         | 26,68                                                                                        |
| 19                                                                                           | 48,37                                                                                        |                                                                                              | 3.                                                                                           | Степанов Федор Михайлович                                                                    | Справедливая Россия                                                                          |                                                                                              |                                                                                              | 4127                                                                                         | 21,94                                                                                        |
| 19                                                                                           | 48,37                                                                                        |                                                                                              | 4.                                                                                           | Ильгачев Андрей Павлович                                                                     | Партия пенсионеров                                                                           |                                                                                              |                                                                                              | 1705                                                                                         | 9,06                                                                                         |
| 19                                                                                           | 48,37                                                                                        |                                                                                              | 5.                                                                                           | Сапожников Алексей Юрьевич                                                                   | ЛДПР                                                                                         |                                                                                              |                                                                                              | 1216                                                                                         | 6,46                                                                                         |
|                                                                                              |                                                                                              |                                                                                              |                                                                                              |                                                                                              |                                                                                              |                                                                                              |                                                                                              |                                                                                              |                                                                                              |
| 20                                                                                           | 45,92                                                                                        |                                                                                              | 1.                                                                                           | Николаев Николай Станиславович                                                               | Единая Россия                                                                                | Да                                                                                           |                                                                                              | 7338                                                                                         | 38,02                                                                                        |
| 20                                                                                           | 45,92                                                                                        |                                                                                              | 2.                                                                                           | Михайлов Иван Николаевич                                                                     | КПРФ                                                                                         |                                                                                              | Да                                                                                           | 4883                                                                                         | 25,30                                                                                        |
| 20                                                                                           | 45,92                                                                                        |                                                                                              | 3.                                                                                           | Мулюков Петр Николаевич                                                                      | Справедливая Россия                                                                          |                                                                                              |                                                                                              | 3000                                                                                         | 15,54                                                                                        |
| 20                                                                                           | 45,92                                                                                        |                                                                                              | 4.                                                                                           | Киселев Александр Сергеевич                                                                  | Партия пенсионеров                                                                           |                                                                                              |                                                                                              | 2054                                                                                         | 10,64                                                                                        |
| 20                                                                                           | 45,92                                                                                        |                                                                                              | 5.                                                                                           | Федотов Андрей Александрович                                                                 | ЛДПР                                                                                         |                                                                                              |                                                                                              | 1244                                                                                         | 6,45                                                                                         |
|                                                                                              |                                                                                              |                                                                                              |                                                                                              |                                                                                              |                                                                                              |                                                                                              |                                                                                              |                                                                                              |                                                                                              |
| 21                                                                                           | 41,84                                                                                        |                                                                                              | 1.                                                                                           | Семенов Сергей Павлович                                                                      | Справедливая Россия                                                                          | Да                                                                                           | Да                                                                                           | 6538                                                                                         | 37,23                                                                                        |
| 21                                                                                           | 41,84                                                                                        |                                                                                              | 2.                                                                                           | Леонтьева Татьяна Владимировна                                                               | КПРФ                                                                                         |                                                                                              |                                                                                              | 3748                                                                                         | 21,34                                                                                        |
| 21                                                                                           | 41,84                                                                                        |                                                                                              | 3.                                                                                           | Михалуков Алексей Николаевич                                                                 | Единая Россия                                                                                |                                                                                              |                                                                                              | 3747                                                                                         | 21,34                                                                                        |
| 21                                                                                           | 41,84                                                                                        |                                                                                              | 4.                                                                                           | Карасев Иван Петрович                                                                        | Партия пенсионеров                                                                           |                                                                                              |                                                                                              | 1569                                                                                         | 8,93                                                                                         |
| 21                                                                                           | 41,84                                                                                        |                                                                                              | 5.                                                                                           | Быковский Андрей Димитриевич                                                                 | ЛДПР                                                                                         |                                                                                              |                                                                                              | 1068                                                                                         | 6,08                                                                                         |
|                                                                                              |                                                                                              |                                                                                              |                                                                                              |                                                                                              |                                                                                              |                                                                                              |                                                                                              |                                                                                              |                                                                                              |
| 22                                                                                           | 46,93                                                                                        |                                                                                              | 1.                                                                                           | Петрова Ольга Исааковна                                                                      | Единая Россия                                                                                |                                                                                              |                                                                                              | 9658                                                                                         | 46,36                                                                                        |
| 22                                                                                           | 46,93                                                                                        |                                                                                              | 2.                                                                                           | Цапин Владислав Геннадьевич                                                                  | КПРФ                                                                                         |                                                                                              |                                                                                              | 6796                                                                                         | 32,62                                                                                        |
| 22                                                                                           | 46,93                                                                                        |                                                                                              | 3.                                                                                           | Соловьев Вячеслав Сергеевич                                                                  | ЛДПР                                                                                         | Да                                                                                           | Да                                                                                           | 3145                                                                                         | 15,10                                                                                        |

Из 22 округов Умное Голосование поддержало кандидатов: в 2 — занявших первое место, в 14 — второе место, в 4 — третье, в 2 — четвертое.
| Место                      | Место                      | Партия                     | по партийным спискам | по партийным спискам | по партийным спискам | по партийным спискам | по одно- мандатным округам | всего         | всего  | всего   | всего    |
| Место                      | Место                      | Партия                     | Голоса               | %                    | +/- %                | Получено мест        | Получено мест              | Получено мест | +/-    | %       | +/- %    |
| -------------------------- | -------------------------- | -------------------------- | -------------------- | -------------------- | -------------------- | -------------------- | -------------------------- | ------------- | ------ | ------- | -------- |
|                            | 1.                         | «Единая Россия»            | 179 877              | 34,96 %              | ▼15,74 %             | 10 (▼4)              | 20 (▼2)                    | 30            | ▼6     | 68,18 % | ▼13,64 % |
|                            | 2.                         | КПРФ                       | 109 869              | 21,35 %              | ▲6,89 %              | 6 (▲3)               | 1 (▲1)                     | 7             | ▲4     | 15,91 % | ▲9,09 %  |
|                            | 3.                         | «Справедливая Россия»      | 77 829               | 15,13 %              | ▲2,54 %              | 3 (▲1)               | 1 (▲1)                     | 4             | ▲2     | 9,09 %  | ▲4,55 %  |
|                            | 4.                         | ЛДПР                       | 36 337               | 7,06 %               | ▼5,78 %              | 1 (▼2)               | 0 (▬)                      | 1             | ▼2     | 2,27 %  | ▼4,55 %  |
|                            | 5.                         | Партия пенсионеров         | 35 721               | 6,94 %               | ▲3,68 %              | 1 (▲1)               | 0 (▬)                      | 1             | ▲1     | 2,27 %  | ▲2,27 %  |
|                            | 6.                         | Новые люди                 | 30 531               | 5,93 %               | ↗5,93 %              | 1 (↗1)               | —                          | 1             | ↗1     | 2,27 %  | ↗2,27 %  |
|                            |                            |                            |                      |                      |                      |                      |                            |               |        |         |          |
|                            | 7.                         | Коммунисты России          | 12 422               | 2,41 %               | ↗2,41 %              | 0 (вперв.)           | —                          | 0             | вперв. | 0 %     | вперв.   |
|                            | 8.                         | Зеленые                    | 7557                 | 1,47 %               | ↗1,47 %              | 0 (вперв.)           | —                          | 0             | вперв. | 0 %     | вперв.   |
|                            | 9.                         | Родина                     | 3596                 | 0,70 %               | ↗0,70 %              | 0 (вперв.)           | —                          | 0             | вперв. | 0 %     | вперв.   |
|                            | 10.                        | Гражданская платформа      | 3318                 | 0,64 %               | ↗0,64 %              | 0 (вперв.)           | —                          | 0             | вперв. | 0 %     | вперв.   |
| Недействительные бюллетени | Недействительные бюллетени | Недействительные бюллетени | 17 447               | 3,39 %               | ▼0,36 %              |                      |                            |               |        |         |          |
| Всего                      | Всего                      | Всего                      | 514 504              | 100 %                | —                    | 22 (▬)               | 22 (▬)                     | 44            | ▬      | 100 %   | —        |